# 노랑
노랑(영어: Yellow) 또는 노란색(노랑색) 또한 황색(黄色)은 가시광선을 구성하는 색 중 하나이며, 약 565~590nm의 파장을 가지고 있는 색이다. 사람의 망막에 있는 원추세포 중 긴 파장에 반응하는 L 원추세포와 중간 파장에 반응하는 M 원추세포에 동일하게 수용되어 노랑으로 인식되며, 짧은 파장에 반응하는 S 원추세포에는 감지되지 않는다. 또한 노랑은 안전을 상징하는 색이기도 하다.

## 문화

말레이시아의 국기에는 노랑이 들어간다.

### 이념
- 노란색은 자유주의를 상징하는 색이다.

### 정치
- 황색 언론은 선정적인 보도를 일삼는 언론을 뜻하는 말이다.
- 대한민국 노무현 대통령(및 지지세력)과 이탈리아 연합의 상징색이기도 하다.
- 대한민국의 정당 민주통합당의 상징색은 노란색이다.
- 미국 자유당의 상징색이다.

### 색공간
- 노랑은 감산 혼합의 원색 중 하나이다.
- RGB 색공간에서는 녹색과 빨강을 혼합한 색이다.
- HSV 색공간에서 노랑은 색상값 H가 60°인 색상이다.

### 이용
이 색은 가독성이 높아 도로상의 경계선으로도 많이 사용된다.

### 안료
노란빛 안료는 주로 크롬산 납(PbCrO4)을 많이 쓴다. 그런데 요즘에는 유럽연합에서 유해물질 제한지침(RoHS)을 만들어서, 이 물질을 엄격하게 규제한다. 철황(FeO·OH)은 어두운 노랑색 안료의 재료로 쓰인다.

### 지명
많은 지명이 노랑을 뜻하는 이름으로 불린다.
- 황하
- 황해
- 옐로스톤

### 천간
- 무(戊)와 기(己)는 노랑을 상징한다. 무는 양의 천간이고, 기는 음의 천간이기 때문에, 무는 양의 지지, 기는 음의 지지와만 결합한다.
- 무가 들어간 지지: 무진, 무인, 무자, 무술, 무신, 무오
- 기가 들어간 지지: 기사, 기묘, 기축, 기해, 기유, 기미

### 국기
- 독일의 국기, 독일의 국색에선 노랑을 황금색으로 부른다. 독일인들은 황금색 또는 금색을 노란색으로 부르는 걸 매우 싫어하고 혐오한다고 한다.
- 공산 국가의 국기나 슬로건을 나타내는 현수막에는 대개 빨강색을 쓰지만, 그 바탕에 들어가는 그림이나 글자는 이 색상을 사용한다. (예: 중화인민공화국, 구 소비에트 연방, 베트남)
- 유럽 연합의 깃발에 12개의 노란 별이 들어가 있다.
- 현재 사용하는 국기에 노랑색이 들어간 국가는 유럽에서는 바티칸, 안도라, 몰도바, 우크라이나, 보스니아 헤르체고비나, 마케도니아 공화국, 벨기에, 독일, 리투아니아, 루마니아, 스페인, 스웨덴이 있으며, 범아프리카색 중 하나이기 때문에 아프리카 많은 나라의 국기에 노랑색이 들어가 있다. 브라질, 콜롬비아, 에콰도르, 우루과이, 볼리비아, 베네수엘라, 아르헨티나 등 남미권 국가에서도 사용된다. 아시아에서는 미얀마, 베트남, 중화인민공화국, 몽골, 스리랑카, 카자흐스탄, 말레이시아, 필리핀, 브루나이, 동티모르가, 북아메리카에서는 자메이카, 그레나다, 바베이도스, 세인트키츠 네비스, 앤티가 바부다, 도미니카 연방, 세인트루시아, 바하마, 세인트빈센트 그레나딘이, 오세아니아에서는 바누아투, 팔라우, 키리바시, 투발루, 나우루는 국기에 노랑이 들어가 있다.

### 장난감
LEGO.COM 공식 제조 레고(기타 제조사 제외)미니어쳐 얼굴색이 노란색이다.

### 교통 수단
- 대구3호선 (칠곡경대병원 ~ 용지)의 고유색이다.
- 수인분당선 (청량리 ~ 수원 ~ 인천)의 고유색이다.
- 수인분당선의 전동차인 한국철도공사 351000호대 전동차에도 노란색 띠가 칠해져 있다.
- 일본 동일본 여객철도 주오·소부 완행선 (아키하바라역, 아사쿠사바시역, 료고쿠역 경유)의 고유색도 노란색이므로, 도카이도 신칸센 및 산요 신칸센의 열차 등급인 노조미호이 사용된다.
- 일본 요코스카 선에 사용되는 E217계 전동차에는 남색 띠와 함께 노랑색 띠가 칠해져 있다.
- 대한민국 서울특별시 버스에서는 특정 지역을 중심으로 운행하는 순환 버스의 색상이다.
- 광주광역시에서는 간선버스를 나타내는 색상으로 파란색이 아닌 노란색을 사용한다.
- 현행 도로교통법상, 어린이 통학 버스에 많이 쓰이는 색이며, 어린이 통학 버스가 아닌 그 외의 자동차의 안개등 빛에도 많이 쓰이는 색이다.

### 기업
- 독일의 클래식 음반사 도이치 그라모폰의 색상이다.
- 일본의 운동화 판매 회사 ABC마트의 색상이다.

### 상태 표시
- 대부분의 기기에 장착된 노랑색 신호가 점등되면 위험 경고를 뜻한다.
- 신호등의 노랑색은 빨간색 정지 신호로 바뀐다는 예고 신호이다.
- 전기가 잘 통해 감전 위험이 높은 전봇대의 기둥이나, 자동차가 열차에 부딪쳐 사고 위험이 있는 건널목의 안전게이트 등 색인 노랑색과 검정색 무늬는 위험과 주의를 뜻한다.

### 안내 표시
- 대한민국의 모든 철도역, 지하철역에서는 나가는 곳의 색상이다.
- 대도시의 지하철, 광역 철도 역 기호 바탕색이 노랑색이다. 여기에 검은색 전철 마크가 있는 곳은 지하철, 광역철도 역 입구이다.

### 미디어
- 영화나 게임물에서 15세 관람가, 15세 이용가의 색상이다.
- 카카오사의 SNS 메신저 카카오톡, 카카오스토리 등의 상징 색상이다.

### 전화
- 영어에서 옐로 페이지(Yellow pages)는 전화번호부를 뜻한다.

### 만화·애니메이션
- 심슨 가족의 피부색이다.(백인과 아시아인 한정. 하지만 아시아인은 색이 옅다.)
- 포켓몬스터의 피카츄 상징한 캐릭터이기도 하다.
- 도라에몽의 도색이 벗겨지기 전의 색이다.
- 보컬로이드 카가미네 린&렌과 시유의 상징 색이다. (단, 시유는 밝은 귤색에 가깝다)
- 쿠루루의 피부색이다.

### 올림픽
- 올림픽기에서 아시아를 상징한다.

### 운동 경기
- 축구, 배구, 핸드볼에서 옐로카드가 사용된다. 축구에서는 옐로카드를 한 경기에서 두 번 받으면 레드카드 1번과 같은 격으로 퇴장되고 한 번 받더라도 이전에 경고를 받은 적이 있다면 경고 누적으로 다음 경기에 출전할 수 없다. 배구의 경우 옐로카드가 주어질 경우 상대 팀에 1점이 주어진다.

### 축구
- 브라질, 루마니아, 스웨덴, 콜롬비아, 호주, 에콰도르 유니폼 색상이 노랑색이다.
- 독일 분데스리가의 보루시아 도르트문트, 대한민국 K리그 전남 드래곤즈, 광주 FC의 유니폼 상의 색상이다.
- 축구 경기를 할 때는 옐로카드가 필요하다.

### 농구
- 미국 프로 농구 협회 로스앤젤레스 레이커스의 홈유니폼 색상이다.

### 돈
- 유럽 통합 화폐의 200유로, 스위스 200프랑, 노르웨이 500크로네, 대한민국 50,000원의 고액권 기조 색상이며, 고액권은 아니지만 스웨덴 50크로나의 기조 색상이다.

### 논술
- 주로 어휘력을 노란색으로 표현할 수 있다.

### 게임
- 前 프로게이머 홍진호의 아이디는 [NC]]...YellOw이다.

### 의복
- 결혼하지 않은 여성들이 입는 한복 저고리의 색상이 노랑색이다.

### 컴퓨터
- 어도비 시스템즈 어도비 파이어웍스의 아이콘 색상이다.
- 시만텍에서 만드는 노턴 안티 바이러스, 노턴 인터넷 시큐리티 등이 이 색을 사용한다.

### 상징
- 가수 젝스키스의 공식 색상이다.
- 가수 FT ISLAND의 응원 도구인 펜타스틱도 노랑색을 바탕으로 사용된다.
- 가수 빅뱅의 공식 응원봉의 바탕색으로 사용된다.
- 가수 브라운 아이드 걸스의 공식 색상이다. 단, 정확한 명칭은 '에버라스팅'이다.
- 가수 써니힐의 공식 색상이다.
- 가수 투엑스의 공식 색상이다.
- 가수 보아의 풍선색과 공식 색상으로 사용된다.
- 가수 애프터스쿨의 공식 색상이다.
- 가수 블락비의 공식색상이다. 단, 검은색과 동시에 사용된다.
- 가수 장윤정의 공식 색상이다.
- 가수 서태지의 공식 색상이다.
- 가수 아이즈원 최예나의 공식 색상이다.
- 가수 니노미야 카즈나리의 공식 색상이다.

## 같은 계열의 색상
| 이름     | 색상 |
| -------- | ---- |
| 노랑     |      |
| 금색     |      |
| 개나리색 |      |

## 국기

### 아시아

중국
몽골
베트남
미얀마
말레이시아
필리핀
브루나이
동티모르
스리랑카
부탄
키프로스
카자흐스탄
타지키스탄

### 유럽

벨기에
스페인
안도라
바티칸 시국
스웨덴
리투아니아
독일
리히텐슈타인
코소보
몬테네그로
북마케도니아
보스니아 헤르체고비나
루마니아
우크라이나
몰도바

### 아메리카

자메이카
바하마
세인트키츠 네비스
앤티가 바부다
도미니카 연방
세인트루시아
세인트빈센트 그레나딘
그레나다
바베이도스
브라질
아르헨티나
우루과이
볼리비아
콜롬비아
에콰도르
베네수엘라
가이아나
수리남

### 아프리카

이집트
남수단
모리타니
말리
세네갈
기니
기니비사우
가나
베냉
토고
부르키나파소
카보베르데
중앙아프리카 공화국
차드
카메룬
콩고 공화국
콩고 민주 공화국
가봉
상투메 프린시페
탄자니아
우간다
르완다
에티오피아
에리트레아
남아프리카 공화국
에스와티니
나미비아
짐바브웨
앙골라
모잠비크
코모로
모리셔스
세이셸

### 오세아니아

파푸아뉴기니
솔로몬 제도
바누아투
팔라우
나우루
키리바시
투발루

## 같이 보기
- 옐로카드